# Xochitl Gomez
Xochitl Gomez (Los Ángeles, California, 29 de abril de 2006) es una actriz estadounidense. Comenzó a actuar a los cinco años, actuando en producciones locales de teatro musical y películas estudiantiles. Gomez hizo su debut profesional en 2018 en Raven's Home. Luego protagonizó Shadow Wolves (2019), por la que ganó un premio Young Artist, y The Baby-Sitters Club (2020), aclamada por la crítica de Netflix. En 2022, obtuvo más reconocimiento y elogios de la crítica por su interpretación de América Chávez en la película del Universo cinematográfico de Marvel Doctor Strange en el multiverso de la locura.

## Primeros años de vida
Gomez nació el 29 de abril de 2006, en Los Ángeles, California. Su madre es decoradora de escenarios de películas, mientras que su padre es trabajador de la construcción. Gomez es de ascendencia mexicana, ya que su padre es de México. Se crio en Hollywood, Los Ángeles, y se mudó a Echo Park a los cinco años. Creció con «muchas influencias mexicanas», ya que sus amigos y su niñera eran mexicanos y sus padres hablaban español en casa. Gomez afirmó que siente que ha «vivido en ambos mundos y eso ha moldeado quién [ella es] como persona». Ha asistido a la escuela pública toda su vida.
Gomez tomó su primera clase de teatro musical a los cinco años y comenzó a actuar en una producción local de La sirenita. Gomez continuó con el teatro musical hasta los 12 años, actuando en 22 musicales de larga duración. También actuó en películas estudiantiles. Gomez ha citado el teatro musical como una de las razones por las que le apasiona la actuación. La actuación de Jennifer Lawrence como Katniss Everdeen en la serie de películas Los juegos del hambre la inspiró a seguir una carrera como actriz profesional. Gomez asistió a audiciones en Los Ángeles todos los días después de la escuela durante varias horas. A veces asistía a cuatro o cinco sesiones diarias, una experiencia que le parecía «una locura». Gomez consiguió sus primeros papeles en comerciales a los diez años. Le resultó difícil conseguir papeles porque «tendrías que ser la versión más joven de un actor o el hijo de un actor famoso», pero no se parecía a ningún actor. Sin embargo, Gomez sintió que sus actuaciones en películas estudiantiles ayudaron a que la gente notara su talento. Comenzó a estudiar artes marciales, incluido wushu, a la edad de 11 años para reforzar su currículum como actriz.

## Carrera
Gomez hizo su debut en pantalla en 2018 en la comedia de Disney Channel Raven's Home. También protagonizó Shadow Wolves (2019), por la que ganó un premio Young Artist por Artista Adolescente de Reparto. En marzo de 2020, Gomez se unió al elenco de The Baby-Sitters Club, una adaptación de la serie de novelas del mismo nombre de Ann M. Martin, como Dawn Schafer. Lanzado en Netflix el 3 de julio de 2020, el programa obtuvo elogios de la crítica. Entertainment Weekly declaró: «Gomez ofrece el diálogo temático de justicia social de Dawn con sincera franqueza». En marzo de 2021, Netflix reformuló su papel para la segunda temporada del programa debido a conflictos de programación con Gomez filmando Doctor Strange en el multiverso de la locura (2022).
Gomez interpretó a América Chávez en Doctor Strange en el multiverso de la locura. Tenía 13 años cuando audicionó por primera vez para el papel de América, entonces escrito como de 18 años, en febrero de 2020. Posteriormente, el personaje fue reescrito como una adolescente más joven. Gomez hizo artes marciales, kick boxing y entrenamiento de acrobacias «cada dos días durante horas», con la esperanza de «volar la mente [de los directores de casting]» en una posible devolución de llamada. Seis meses después de su audición inicial, Gomez recibió una llamada e hizo una prueba de pantalla con el actor de Stephen Strange, Benedict Cumberbatch. Fue elegida dos días después. Gomez, que tenía 16 años en el momento del lanzamiento de Doctor Strange en el multiverso de la locura, fue uno de los actores más jóvenes en interpretar a un superhéroe en el Universo cinematográfico de Marvel. La película fue un éxito comercial, recaudando más de 955 millones de dólares en todo el mundo. Su recepción crítica fue mixta, pero Gomez fue elogiada por su papel, con Empire escribiendo que ella «aporta una calidez y un sentimiento impresionantes». En agosto de 2022, fue elegida para la película de suspenso de ciencia ficción Ursa Major, junto a Mary Elizabeth Winstead.

## Vida personal
Gomez es disléxica. Marchó en apoyo del movimiento Black Lives Matter y en la Marcha de las Mujeres de 2017.

## Filmografía

### Cine
| Año  | Título                                       | Papel          | Notas                                              |
| ---- | -------------------------------------------- | -------------- | -------------------------------------------------- |
| 2019 | Shadow Wolves                                | Chucky         | [ 14 ]                                             |
| 2021 | Boob Sweat                                   | Francis        | Cortometraje; acreditada como Xóchitl Gómez-Deines |
| 2022 | Doctor Strange en el multiverso de la locura | América Chávez | [ 32 ]                                             |
| TBA  | Ursa Mayor                                   | Natalie        | En posproducción                                   |

### Televisión
| Año  | Título                 | Papel                  | Notas                                      |
| ---- | ---------------------- | ---------------------- | ------------------------------------------ |
| 2018 | Raven's Home           | Reportera escolar      | 2 episodios                                |
| 2019 | Eres lo peor           | Eclipse Kid            | Episodio: «The Pillars of Creation»        |
| 2020 | Gentefied              | Joven Ana              | Episodio: «Brown Love»                     |
| 2020 | The Baby-Sitters Club  | Dawn Schafer           | Papel principal (temporada 1); 7 episodios |
| 2023 | Dancing with the Stars | Ella misma/concursante | Temporada 32                               |

## Premios y nominaciones
| Año  | Premio                                                  | Categoría                                 | Destinatario(s) y nominado(s)                | Resultado | Ref.          |
| ---- | ------------------------------------------------------- | ----------------------------------------- | -------------------------------------------- | --------- | ------------- |
| 2020 | Premio Young Artist                                     | Artista adolescente de apoyo              | Shadow Wolves                                | Ganadora  | [ 34 ]        |
| 2022 | Premios de la Sociedad de Críticos de Cine de Las Vegas | Mejor Actuación Juvenil Femenina (sub-21) | Doctor Strange en el multiverso de la locura | Nominada  | [ 35 ] [ 36 ] |
| 2022 | Forbes 30 Under 30                                      | Hollywood y entretenimiento               | Ella misma                                   | Incluida  | [ 37 ] [ 38 ] |